# Xenopipo
Xenopipo is een geslacht van zangvogels uit de familie manakins (Pipridae).

## Soorten
De volgende soorten zijn bij het geslacht ingedeeld:
- Xenopipo atronitens Cabanis, 1847 – Zwarte manakin
- Xenopipo uniformis (Salvin & Godman, 1884) – Roraimamanakin